# Centre culturel de la justice fédérale
 (août 2017).
Si vous disposez d'ouvrages ou d'articles de référence ou si vous connaissez des sites web de qualité traitant du thème abordé ici, merci de compléter l'article en donnant les références utiles à sa vérifiabilité et en les liant à la section « Notes et références ».
 (août 2017).
Le Centre culturel de la justice fédérale (en portugais : Centro Cultural Justiça Federal) est une organisation culturelle liée au tribunal régional fédéral de la deuxième région, installé dans l'ancien siège du Tribunal suprême fédéral.

## Histoire
La construction du bâtiment commence en 1905, dans le cadre des projets de réaménagement de Rio de Janeiro, alors capitale du Brésil, sous le maire Pereira Passos. Prévu comme le siège archiépiscopal de Rio, le bâtiment est finalement désigné comme siège du Tribunal suprême fédéral et inauguré le 3 avril 1909. Conçu par l'architecte espagnol Adolpho Morales de Los Rios, le bâtiment est l'une des réalisations les plus marquantes de l’architecture éclectique de la ville.  
Après le transfert de la capitale à Brasília en 1960, l'édifice abrite d'autres juridictions. Après sept ans de rénovation, le bâtiment est rouvert au public le 4 avril 2001 comme un centre culturel.

Le 16 octobre 2013, le bâtiment est la cible d'actes de vandalisme lors d'un mouvement protestataire.

## Architecture
Le bâtiment présente un intérêt pour son architecture, avec sa façade qui présente des éléments du classicisme français. avec les portes monumentales conçues par Manoel Ferreira Tunes, la cage d'escalier en fer et marbre de Carrare art nouveau, les fenêtres rappelant l'architecture gothique, les balustres évoquant la Renaissance française et le vitrail par Rodolfo Amoedo. L'ancienne salle des séances du Tribunal suprême a conservé ses planchers et meubles originaux depuis 1920. Les murs sont décorés par les portraits de juristes de plusieurs époques de l’histoire brésilienne. Certains des vitraux ont été confectionnés par la maison Conrado Sogenith de São Paulo. Deux peintures murales par Rodolfo Amoedo décorent le plafond. 
Le centre abrite douze salles d'exposition, un théâtre, une bibliothèque, un café, une salle de lecture et un cinéma. Il accueille expositions d'art et cinématographiques, cours, séminaires, et spectacles de théâtre, de danse, et de chant, entre autres.
Le CCJF dispose également d'une bibliothèque, ouverte au public depuis 2004.